# Bryoscyphus
Bryoscyphus — рід грибів родини Helotiaceae. Назва вперше опублікована 1984 року.

## Види
База даних Species Fungorum станом на 27.10.2019 налічує 8 видів роду Bryoscyphus:
- Bryoscyphus aestivalis(інші мови) Gamundí(інші мови) & Spinedi(інші мови), 1988
- Bryoscyphus atromarginatus(інші мови) Verkley(інші мови), Aa(інші мови) & G.W.De Cock(інші мови), 1997
- Bryoscyphus conocephali(інші мови) (Boyd) Spooner(інші мови), 1984
- Bryoscyphus dicrani(інші мови) (Ade(інші мови) & Höhn.(інші мови)) Spooner(інші мови), 1984
- Bryoscyphus hyalotectus(інші мови) Huhtinen(інші мови), W.R.Buck(інші мови) & Döbbeler(інші мови), 2018
- Bryoscyphus lichenicola(інші мови) Alstrup(інші мови) & M.S.Cole(інші мови), 1998
- Bryoscyphus marchantiae(інші мови) (Fr.) Spooner(інші мови), 1984
- Bryoscyphus turbinatus(інші мови) (Fuckel(інші мови)) Spooner(інші мови), 1984